# Félicité (eiland)
Félicité is een eiland van de Seychellen. De oppervlakte bedraagt 2,68 km² en het ligt vier km ten oosten van La Digue. Het hoogste punt op het eiland ligt op 213 m.